# Гранвілл (Вермонт)
Гранвілл (англ. Granville) — місто (англ. town) в США, в окрузі Еддісон штату Вермонт. Населення — 301 особа (2020).

## Демографія
Згідно з переписом 2010 року, у місті мешкало 298 осіб у 136 домогосподарствах у складі 83 родин. Було 244 помешкання
Расовий склад населення:
| - 96,3 % — білих - 1,0 % — корінних американців - 0,7 % — азіатів |

До двох чи більше рас належало 1,7 %. Частка іспаномовних становила 1,3 % від усіх жителів.
За віковим діапазоном населення розподілялося таким чином: 16,8 % — особи молодші 18 років, 70,1 % — особи у віці 18—64 років, 13,1 % — особи у віці 65 років та старші. Медіана віку мешканця становила 42,5 року. На 100 осіб жіночої статі у місті припадало 109,9 чоловіків;  на 100 жінок у віці від 18 років та старших — 108,4 чоловіків також старших 18 років.
Середній дохід на одне домашнє господарство  становив 78 638 доларів США (медіана — 55 000), а середній дохід на одну сім'ю — 65 679 доларів (медіана — 56 875). Медіана доходів становила 53 500 доларів для чоловіків та 37 500 доларів для жінок. За межею бідності перебувало 15,3 % осіб, у тому числі 16,2 % дітей у віці до 18 років та 6,3 % осіб у віці 65 років та старших.
Цивільне працевлаштоване населення становило 191 особа. Основні галузі зайнятості: освіта, охорона здоров'я та соціальна допомога — 15,2 %, роздрібна торгівля — 13,6 %, будівництво — 11,0 %, мистецтво, розваги та відпочинок — 8,9 %.